# Gare de Chartres
La gare de Chartres est une gare ferroviaire française des lignes de Paris-Montparnasse à Brest et de Chartres à Bordeaux-Saint-Jean, située sur le territoire de la commune de Chartres, dans le département d'Eure-et-Loir, en région Centre-Val de Loire.
C'est une gare de la Société nationale des chemins de fer français (SNCF), desservie par des trains des réseaux Ouigo Train Classique et TER Centre-Val de Loire.

## Situation ferroviaire
Gare de bifurcation, elle est située au point kilométrique (PK) 87,137 de la ligne de Paris-Montparnasse à Brest, entre les gares ouvertes de La Villette-Saint-Prest et Amilly-Ouerray.
Elle est également l'origine des lignes suivantes :
- Chartres à Bordeaux-Saint-Jean, la première gare après Chartres étant celle de Lucé ;
- Chartres à Orléans, exploitée pour le trafic de fret, mais aussi le trafic des voyageurs sur la section de Chartres à Voves ;
- Chartres à Dreux, exploitée partiellement pour le trafic de fret.

Elle est aussi l'aboutissement, au PK 85,463, de la ligne d'Ouest-Ceinture à Chartres, partiellement déclassée mais utilisée pour le trafic de fret dans sa partie terminale.
Son altitude est de 143 mètres.

## Histoire
La première gare de Chartres a été créée en 1849. Dès le début du chemin de fer, à partir de 1835, les politiques se sont interrogés pour savoir s'il fallait amener le train dans la ville. Le bâtiment a été construit sur un modèle de gare de première catégorie, assez grande, avec un corps de bâtiment principal et deux pavillons latéraux.
L'ancienne rotonde du dépôt des chemins de fer de l'État à Mainvilliers est occupée par le Compa, le musée de l'agriculture. Le dépôt du Génie militaire, qui exploitait la ligne de Chartres à Orléans, n'existe plus.

### L'étoile ferroviaire chartraine
Longtemps important carrefour ferroviaire, à la limite des domaines d'activité de la Compagnie des chemins de fer de l'Ouest, de l'Administration des chemins de fer de l'État et de la Compagnie du chemin de fer de Paris à Orléans, elle est durant les années 1930 au centre d'une étoile à sept branches composée, au fil des décennies, des lignes à destination de :
- 1849 : Rambouillet, Versailles-Chantiers, Paris-Montparnasse, sur la ligne de Paris-Montparnasse à Brest ;
- 1857 : Nogent-le-Rotrou, Le Mans, Rennes ; 1865 : Brest, sur la ligne de Paris-Montparnasse à Brest ;
- 1872 : Beaulieu – Le Coudray, Voves, Patay, Orléans, sur la ligne de Chartres à Orléans ;
- 1873 : Saint-Sauveur – Châteauneuf, Dreux, sur la ligne de Chartres à Dreux ;
- 1876 : Beaulieu – Le Coudray, Auneau-Ville ; 1877 : Auneau-Embranchement, sur la ligne de Beaulieu-le-Coudray à Auneau-Embranchement ;
- 1876 : Brou ; 1883 : Arrou, Courtalain qui sont encore desservis par des trains, sur la ligne de Chartres à Bordeaux-Saint-Jean qui continuait vers Château-du-Loir, où la voie ferrée croise la ligne de Tours au Mans, et se poursuivait vers Saumur ;
- 1913 : Pont-sous-Gallardon ; 1930 : Massy-Palaiseau, sur la ligne de Chartres à Paris par Gallardon, utilisée aujourd'hui par des vélorails[3] au départ de l'ancienne gare de Gallardon-Pont.

À cette étoile ferroviaire à voie normale, s'ajoutent deux lignes à voie métrique des Tramways d'Eure-et-Loir :
- de 1899 à 1933 : Lèves – Chartres – Bonneval ;
- de 1908 à 1935 : Chartres – Angerville, avec un embranchement à Sours vers Prunay-le-Gillon.

Les machines étaient à vapeur et, tous les trente kilomètres, il fallait mettre de l'eau dans les chaudières. C'était un site ferroviaire de passage, avec de la maintenance. Pour accueillir ces infrastructures, la gare s'étendait sur un périmètre assez large.

Cartes postales anciennes représentant la gare
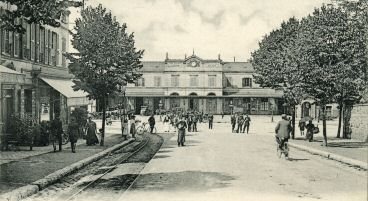
La gare et la ligne de tramway, rue Jehan-de-Beauce.
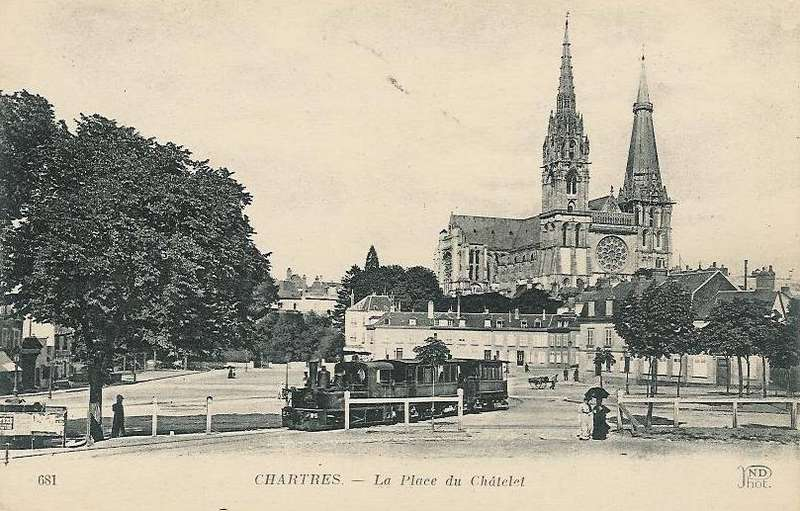
Le tramway de la ligne Lèves-Bonneval en 1910, place Châtelet.
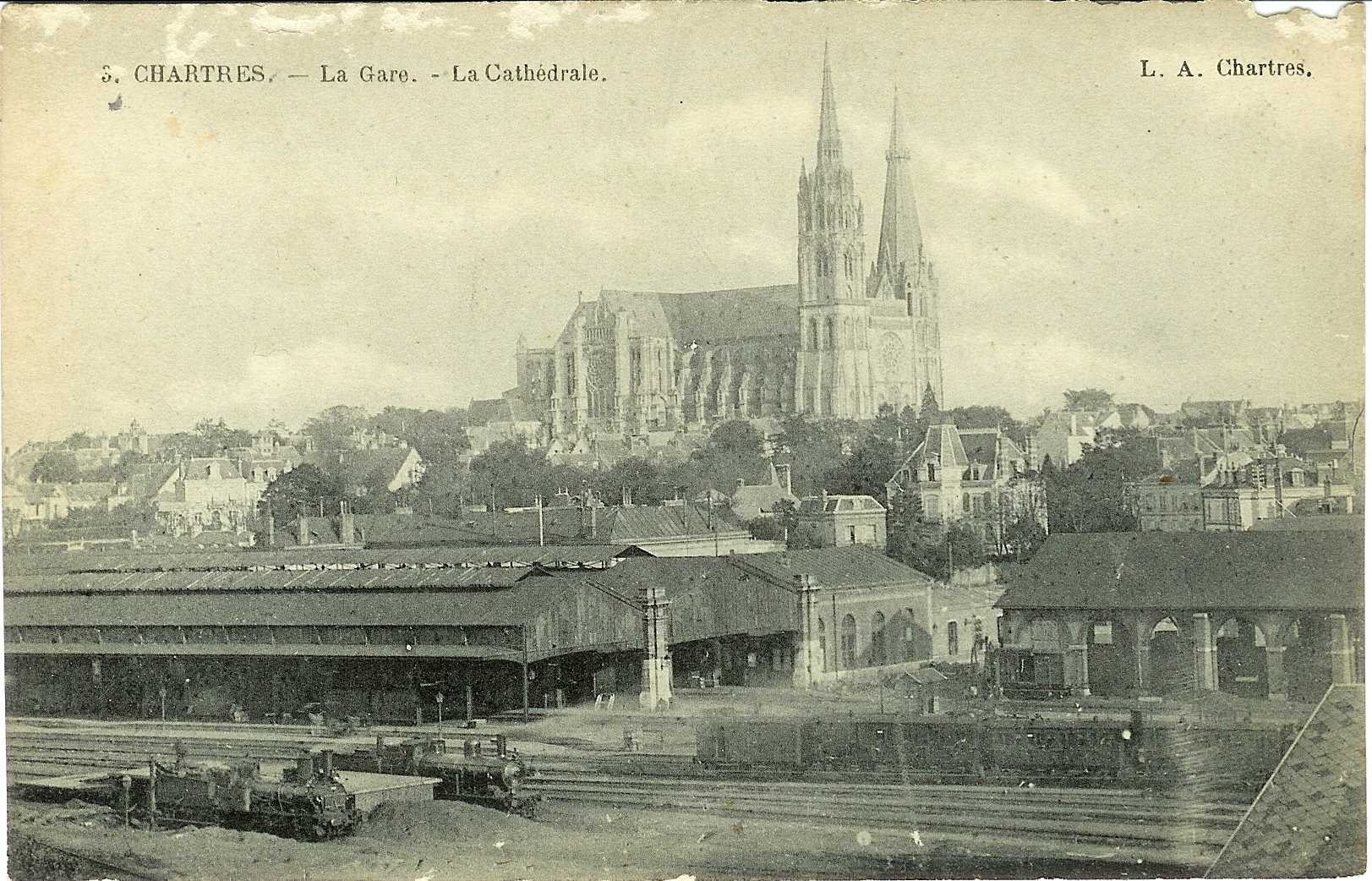
Vue générale.

### L'édifice actuel

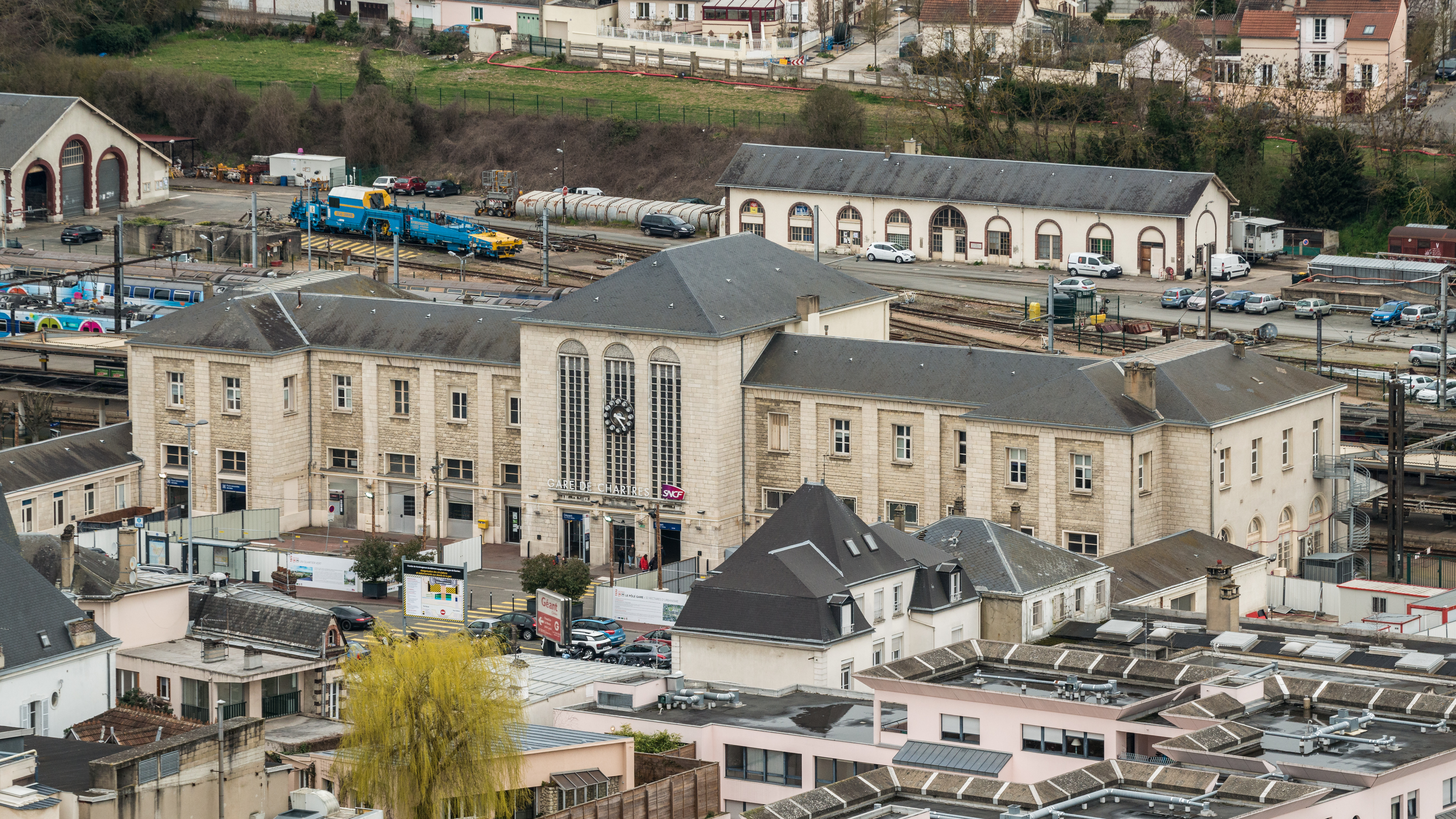
La gare, vue en 2016 depuis la tour nord de la cathédrale.

La gare a été remaniée cinq fois à partir de 1870.
L'édifice actuel, datant de 1933, a été commandé par Raoul Dautry, directeur général de l'administration des chemins de fer de l'État, à l'architecte Henri Pacon. Ce dernier détruit une partie des bâtiments, en gardant la structure des murs porteurs d'origine. Il élargit la gare sur la place et élève le bâtiment principal, dans un style Art déco finissant.
Au milieu des années 1980, des réaménagements sont réalisés à l'intérieur, avec le plafond « Star Trekien » en résille. Cette opération casse la volumétrie initiale voulue par Henri Pacon. Ensuite, le bâtiment n'a quasiment pas subi de modifications.
En 2018, la gare est au centre d'un vaste projet urbanistique.
En 2019, l'édifice reçoit le label Architecture contemporaine remarquable.

## Fréquentation
De 2015 à 2023, selon les estimations de la SNCF, la fréquentation annuelle de la gare s'élève aux nombres indiqués dans le tableau ci-dessous.
| Année                      | 2015      | 2016      | 2017      | 2018      | 2019      | 2020      | 2021      | 2022      | 2023      |
| -------------------------- | --------- | --------- | --------- | --------- | --------- | --------- | --------- | --------- | --------- |
| Voyageurs                  | 2 800 668 | 2 669 475 | 2 645 649 | 2 572 719 | 2 732 020 | 1 994 683 | 2 514 296 | 3 394 491 | 3 365 226 |
| Voyageurs et non voyageurs | 3 500 835 | 3 336 844 | 3 307 062 | 3 215 899 | 3 415 025 | 2 493 354 | 3 142 870 | 4 243 113 | 4 206 532 |

## Service des voyageurs

### Accueil
Elle est équipée de trois quais centraux et d'un quai latéral qui sont encadrés par cinq voies, ainsi que de voies de service. Le changement de quai se fait par un passage souterrain, ou bien grâce à une passerelle avec ascenseurs qui relie le parvis de la gare au complexe du Colisée. Elle dispose d'un bâtiment voyageurs avec guichet ouvert tous les jours.

L'accueil des voyageurs
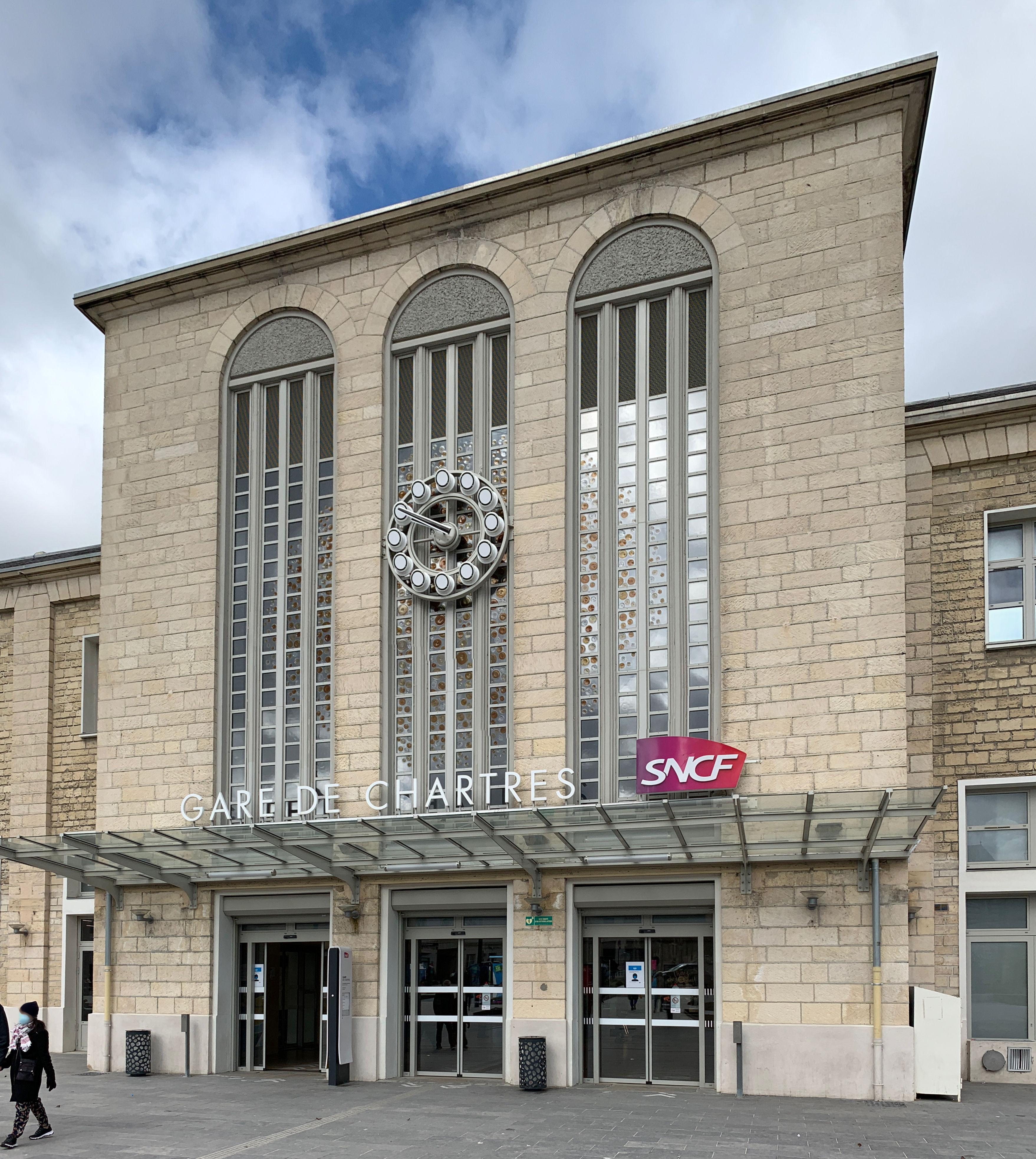
L'entrée principale.
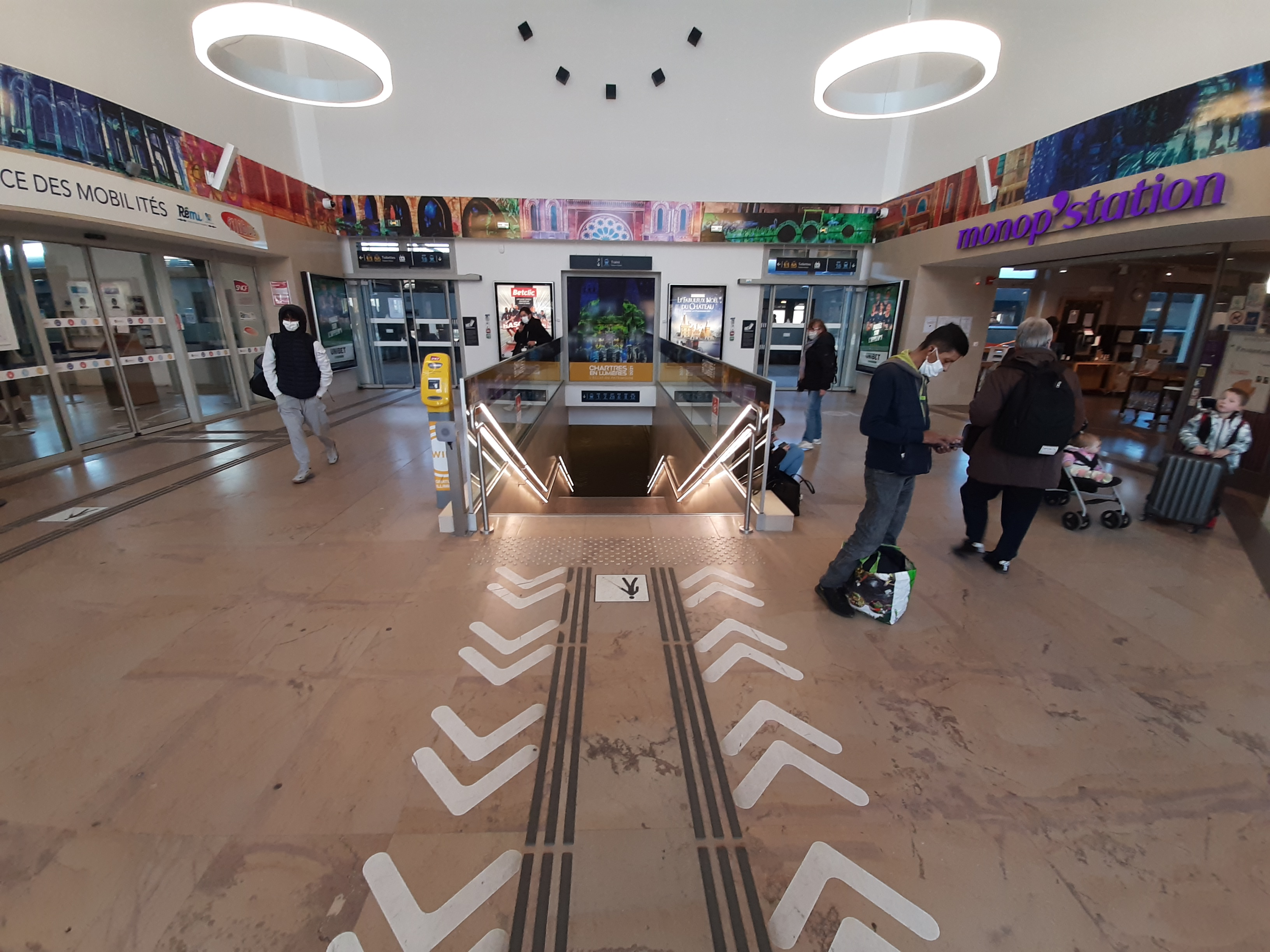
Le hall, avec l'accès au souterrain.
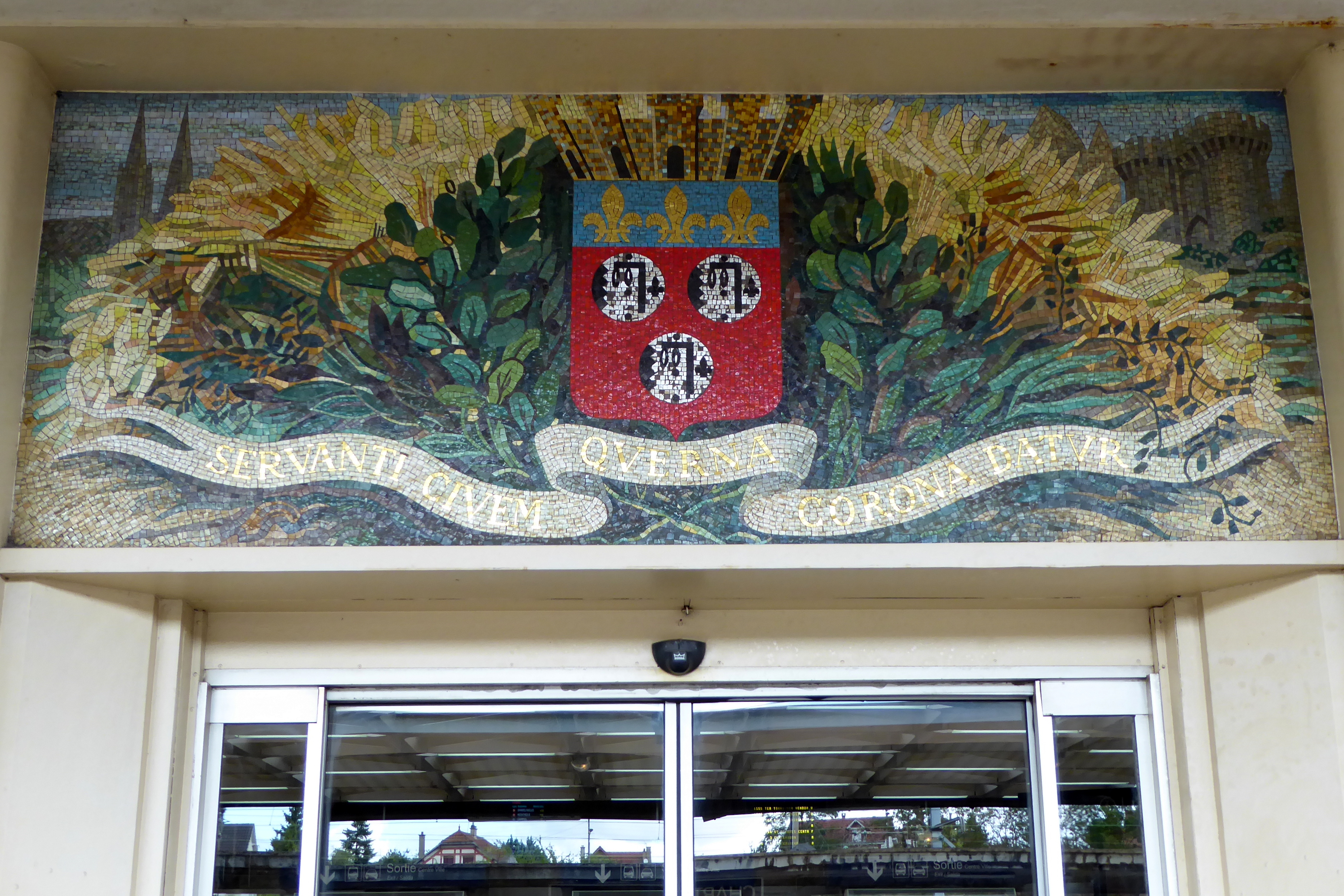
Mosaïque au-dessus de la porte reliant les quais et le hall, avec la devise de Chartres.
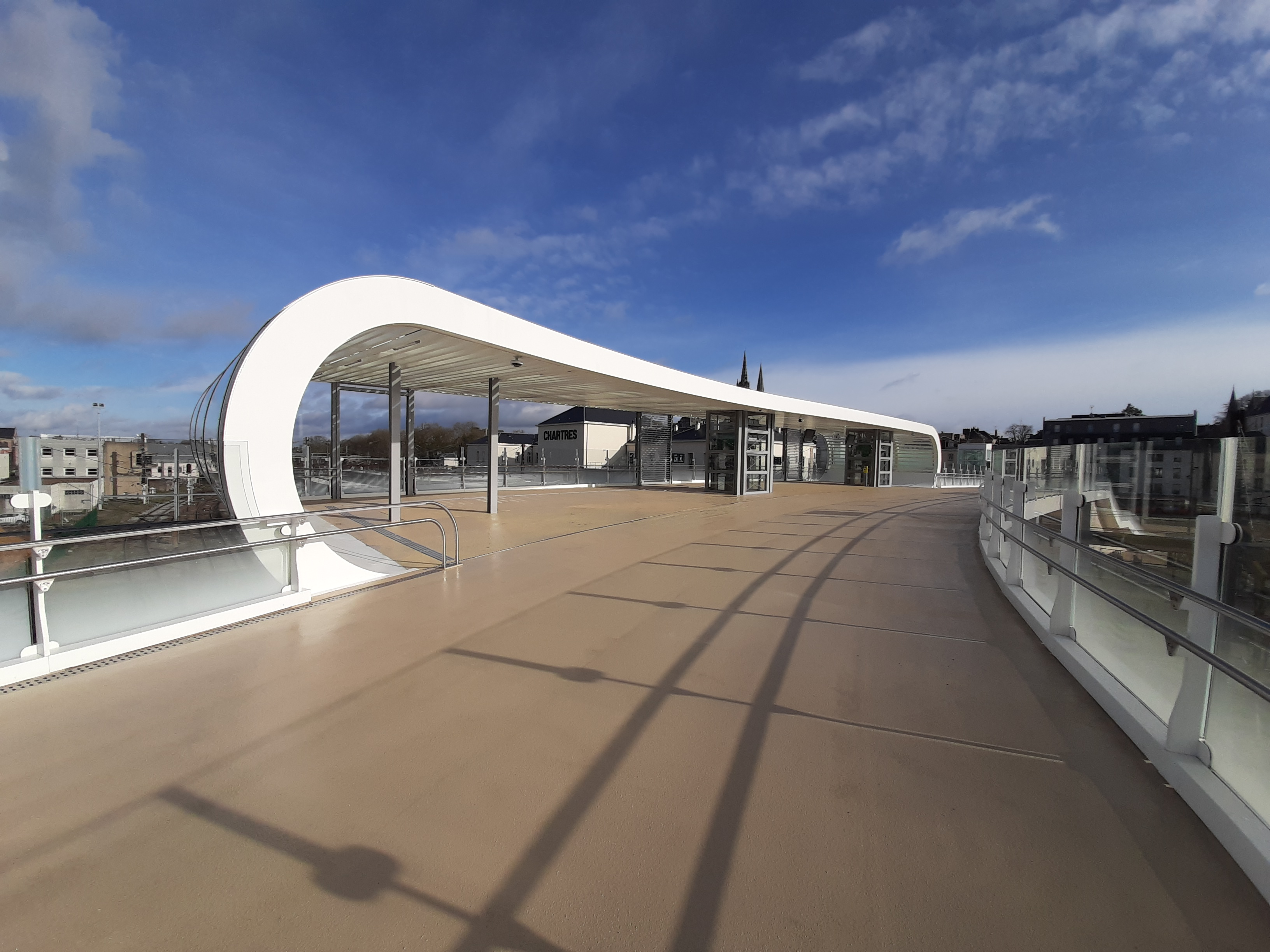
La passerelle.
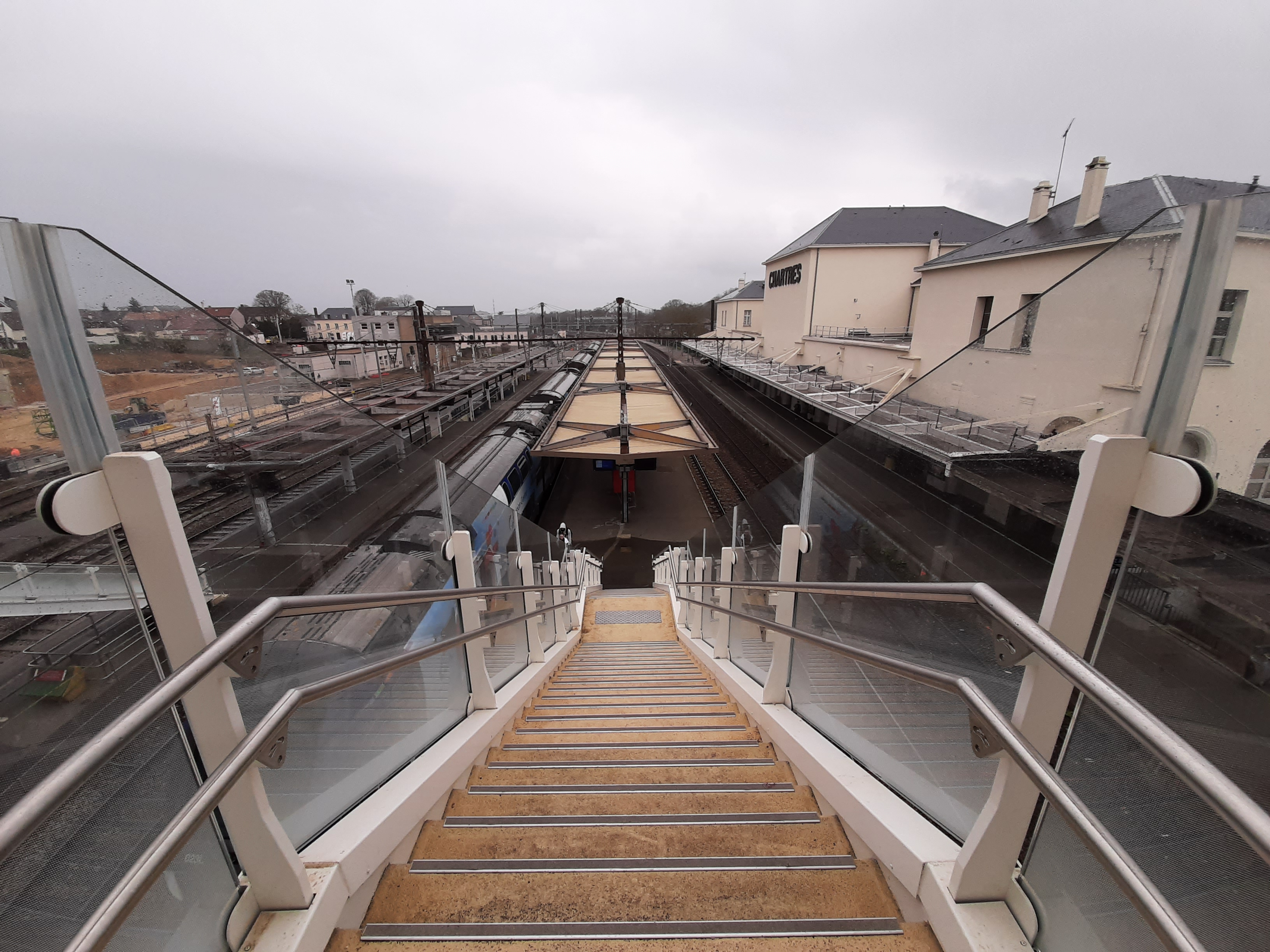
L'accès aux quais par la passerelle.

### Desserte

#### Ouigo Train Classique
Chartres est desservie par les relations Ouigo Train Classique Nantes / Rennes – Paris-Austerlitz.

#### TER

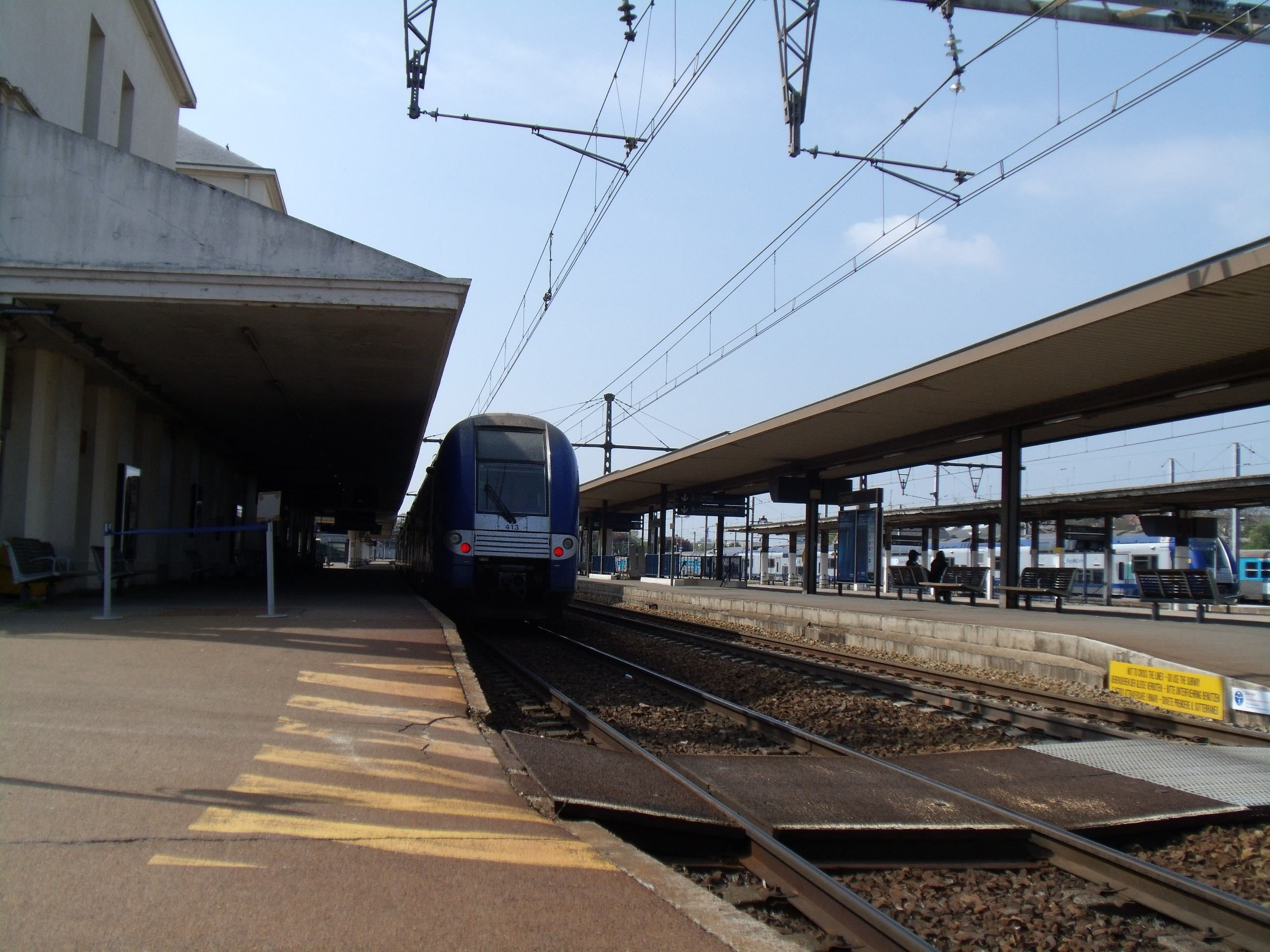
Rame TER Z 26525 à quai.

La gare est desservie par les trains du réseau TER Centre-Val de Loire circulant entre Paris-Montparnasse, Chartres, Nogent-le-Rotrou et Le Mans. Depuis décembre 2016, une liaison TER Centre-Val de Loire entre Chartres et Voves est ouverte au trafic voyageurs.
En 2022 en semaine, par jour, l'offre se décompose comme suit :
- 21 allers entre Paris et Chartres et 17 retours ;
- 3 allers entre Paris et Nogent-le-Rotrou et 4 retours (en pointe uniquement) ;
- 9 allers entre Paris et Le Mans (+ 1 vendredi) et 11 retours (+ 1 lundi) ;
- 1 aller-retour entre Chartres et Nogent-le-Rotrou ;
- 3 allers entre Chartres et Le Mans et 2 retours.

Cette grille représente 33 allers-retours par jour, en semaine, entre Chartres et Paris, environ 13 allers-retours (avec éventuellement correspondance à Nogent-le-Rotrou) entre Chartres et Le Mans, et environ 16 allers-retours entre Chartres et Nogent-le-Rotrou. Le temps de trajet est d'environ 1 h 20 min depuis Le Mans, 35 min depuis Nogent-le-Rotrou et 1 h 10 min depuis Paris-Montparnasse.
La gare est aussi desservie par les trains du réseau TER Centre-Val de Loire circulant entre Chartres et Brou au nombre de 10 allers-retours en semaine, dont 5 sont amorcés ou prolongés en gare de Courtalain - Saint-Pellerin. Le temps de trajet est d'environ 35 min depuis Brou et 50 min depuis Courtalain - Saint-Pellerin.
Depuis le 12 décembre 2016, les trains du réseau TER Centre-Val de Loire sont également à destination de Voves et depuis 2022 jusqu'à Tours à raison de :
- 1 aller-retour quotidien entre Chartres et Tours ;
- 2 allers-retours du lundi au samedi entre Chartres et Châteaudun ;
- 1 aller-retour le dimanche entre Chartres et Voves.

### Intermodalité
La gare est desservie par plusieurs réseaux routiers distincts :
- les lignes 1, 2, 3, 4, 5, 6, 7, 8, 9, 11, 13, C, R et SP du réseau de bus urbains Filibus ;
- les cars interurbains Rémi, dont la ligne circulant entre Dreux et Orléans[13].

## Service des marchandises
Cette gare est ouverte au trafic du fret.